# Thomas Bond
Thomas Bond, född 2 maj 1712 Calvert County, Maryland, död 26 mars 1784, var en amerikansk läkare och kirurg. Tillsammans med Benjamin Franklin grundade han Pennsylvania Hospital år 1751. Pennsylvania Hospital blev därmed det första sjukhuset i de tretton kolonierna, det som sedermera blev USA, och är fortfarande i drift.